# Wangenheim (Nessetal)
Wangenheim – część gminy (Ortsteil) Nessetal w Niemczech, w kraju związkowym Turyngia, w powiecie Gotha. Do 31 grudnia 2018 samodzielna gmina wchodząca w skład wspólnoty administracyjnej Mittleres Nessetal.